# Martín Domínguez (obispo)
Martín Domínguez (Soria ¿? - Jaén 29 de noviembre de 1283), religioso castellano, deán de la catedral y obispo de Jaén desde 1276.
El cabildo de Jaén hizo elección de Martín el 5 de febrero de 1276 y pidió al arzobispo de Toledo, Fernando Rodríguez de Covarrubias su confirmación, que dio en Almazán el 12 de abril de ese mismo año. Durante su pontificado, en 1280 se construyó el Convento de Nuestra Señora de la Merced de Baeza, (desaparecido en el siglo XIX), fundado por Pedro Pascual que años más tarde sería obispo de Jaén. Dos años más tarde trasladó el convento de la Santísima Trinidad de Andújar, del sitio de la ermita de Santo Domingo, cerca del castillo a otro junto a la Iglesia Mayor de Santa María.
Apaciguó las concordias que había con la Orden de Calatrava y resolvió con su maestre Juan González; que el obispo fray Domingo de Soria hizo en 1245 con el maestre de Calatrava Fernando Ordóñez.